# Памятник Фёдору Петрову
Па́мятник Фёдору Петро́ву — памятник советскому государственному, партийному и научному деятелю, Дважды Герою Социалистического Труда Фёдору Петрову.

## История
Установлен 7 февраля 1977 года в сквере возле дома, в котором располагалось основанное революционером историко-литературное объединение старых большевиков при Институте марксизма-ленинизма при ЦК КПСС. Авторами проекта являются скульптор Борис Едунов и архитектор Михаил Дмитриевич Насекин. В 2007 году памятник отнесён к выявленным объектам культурного наследия.

## Архитектурное решение
Бронзовый погрудный бюст помещён на высокий постамент из красного гранита. В верхней его части изображены две медали «Серп и молот» и орден Ленина, ниже высечена надпись: «Герой социалистического труда. Член КПСС с 1896 года. За заслуги в революционном движении и активную общественную деятельность. Указом Президиума Верховного Совета СССР от 21 июля 1971 года награждён второй золотой медалью “Серп и молот”».